# جيمن
جيمن وهي قرية تقع في ناحية ليلان (قرة حسن) في محافظة كركوك شمال العراق.
علما أن القرية كانت سابقا مرتبطة بمحافظة أربيل.